# Нова-Демба
Нова-Демба (пол. Nowa Dęba)  —  город  в Польше, входит в Подкарпатское воеводство,  Тарнобжегский повят. Является центром одноимённой городско-сельской гмины. Занимает площадь 16,31 км². Население — 12654 человека (на 2006 год).